# Decorsea meridionalis
Decorsea meridionalis är en ärtväxtart som först beskrevs av René Viguier, och fick sitt nu gällande namn av Du Puy och Jean-Noël Labat. Decorsea meridionalis ingår i släktet Decorsea, och familjen ärtväxter. Inga underarter finns listade i Catalogue of Life.